# پاپیلوماویریده
پاپیلوماویریده (به انگلیسی:Papillomaviridae) خانواده‌ای از دی‌ان‌ای ویروس‌های بدون پوشش است که اعضای آن با نام ویروس پاپیلوما شناخته می‌شوند. صدها گونه از ویروس‌های پاپیلوما، شناسایی شده‌اند که همهٔ پستاندارانِ به‌دقت بررسی‌شده و همچنین مهره‌داران دیگری مانند پرندگان، مارها، لاک‌پشت‌ها و ماهی‌ها را آلوده می‌کنند. عفونت انواع ویروس پاپیلوم، بسته به نوع، یا بدون علامت است (مثلاً اکثر بتا-پاپیلوماویروس‌ها) یا باعث ایجاد تومورهای خوش‌خیم کوچک، به نام پاپیلوما یا زگیل می‌شود (برای مثال ویروس پاپیلومای انسانی، HPV6 یا HPV11). پاپیلوم‌هایی که توسط برخی از انواع ایجاد می‌شوند، مانند ویروس پاپیلومای انسانی ۱۶ و ۱۸، خطر سرطانی شدن را دارند.
ویروس‌های پاپیلوم معمولاً به یک بافت یا میزبان ویژه گرایش دارند و تصور می‌شود که به ندرت بین گونه‌ها منتقل می‌شوند. ویروس‌های پاپیلوم منحصراً در لایه پایهٔ بافت‌های سطح بدن تکثیر می‌شوند. همهٔ انواع شناخته‌شدهٔ ویروس پاپیلوما سطح خاصی از بدن، به‌طور معمول پوست یا اپیتلیوم مخاطی اندام تناسلی، مقعد، دهان یا راه‌های هوایی را آلوده می‌کنند. برای مثال، ویروس پاپیلومای انسانی (HPV) نوع ۱ کف پاها را آلوده می‌کند و HPV نوع ۲ کف دست‌ها را آلوده می‌کند که ممکن است باعث ایجاد زگیل شوند. علاوه بر این، توضیحاتی در مورد وجود دی‌ان‌ای ویروس پاپیلوم در خون و در سلول‌های تک‌هسته‌ای خون محیطی وجود دارد.
ویروس‌های پاپیلوم، نخستین بار در اوایل قرن بیستم شناسایی شدند، زمانی که نشان داده شد زگیل‌های پوستی یا پاپیلوم‌ها می‌توانند توسط یک عامل عفونی بین افراد منتقل شوند. در سال ۱۹۳۵ فرانسیس پیتون روس، که قبلاً وجود یک ویروس سارکومای سرطان‌زا در جوجه‌ها را نشان داده بود، افزود که یک ویروس پاپیلومایی می‌تواند باعث سرطان پوست در خرگوش‌های آلوده شود. این نخستین اظهارات دانشمندان بود که نشان می‌داد یک ویروس می‌تواند در پستانداران سرطان ایجاد کند.

## آرایه‌شناسی

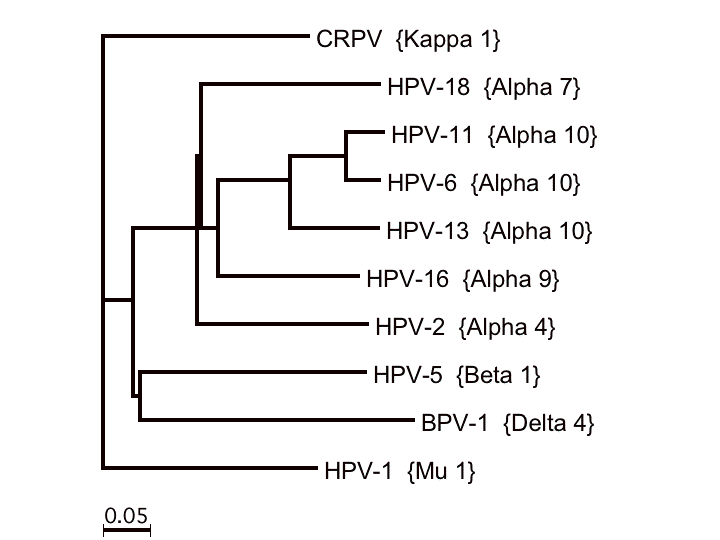
گزیده‌ای از انواع ویروس پاپیلوما

بیش از ۱۰۰ گونه از ویروس پاپیلومای شناسایی شده‌است، اگرچه کمیته بین‌المللی طبقه‌بندی ویروس‌ها به‌طور رسمی تعداد کمتری را به رسمیت می‌شناسد که در ۵۳ سرده تا سال ۲۰۱۹ طبقه‌بندی شده‌است. همه ویروس‌های پاپیلوم (PVs) دارای سازمان‌های ژنومی مشابهی هستند و هر دو گونه از آن‌ها حاوی حداقل پنج ژن همولوگ است، اگرچه توالی نوکلئوتیدی ممکن است بیش از ۵۰٪ از هم واگرایی داشته باشد. الگوریتم‌های فیلوژنتیک که امکان مقایسهٔ همسانی‌ها را فراهم می‌کنند منجر به درختان فیلوژنتیکی می‌شوند که دارای توپولوژی مشابه، مستقل از ژن مورد تجزیه و تحلیل هستند.

## ساختار

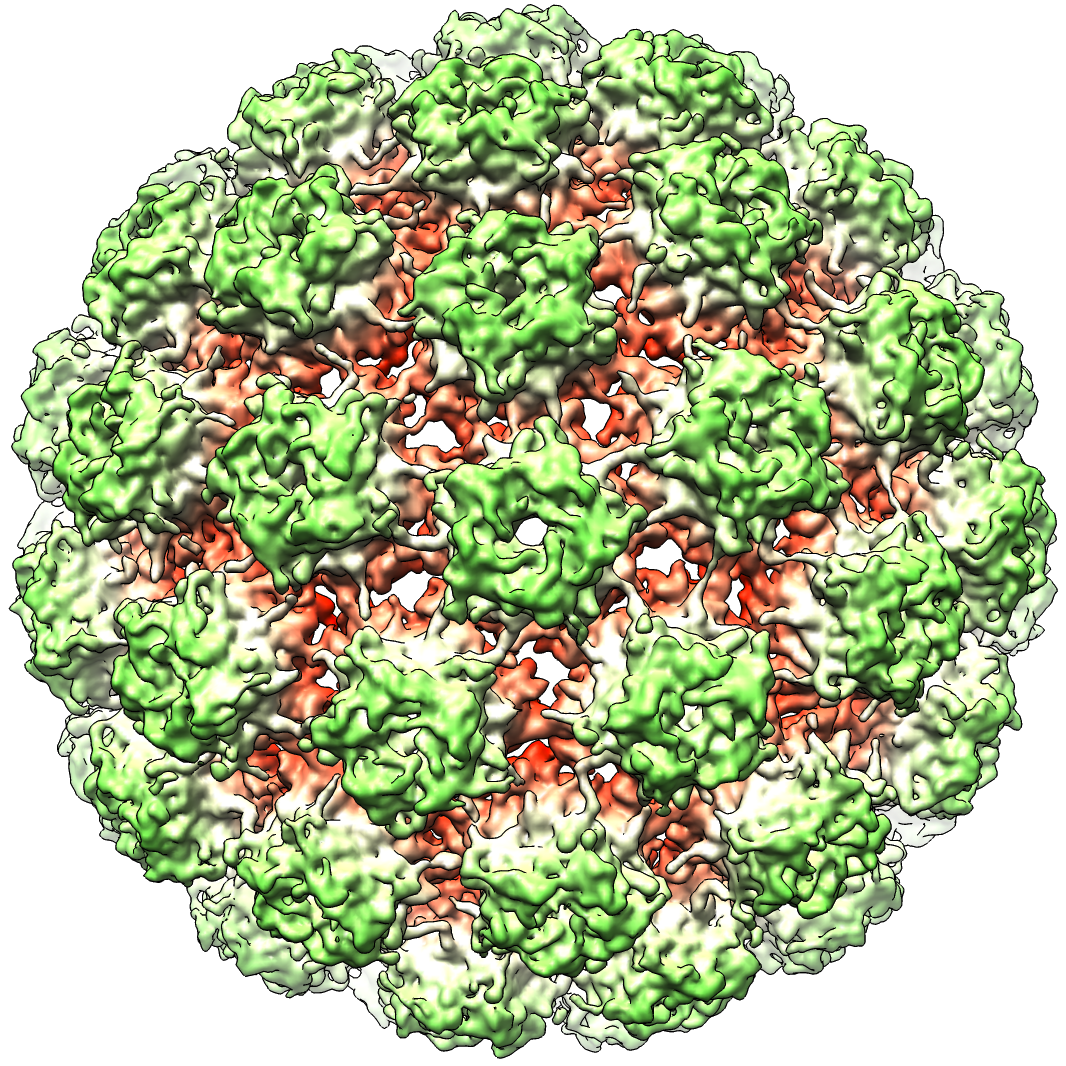
کپسید ویروس پاپیلومای گاوی

ویروس‌های پاپیلوم، بدون پوشش هستند، به این معنی که کپسید خارجی ویروس توسط یک غشای لیپیدی پوشانده نشده‌است. یک پروتئین ویروسی منفرد، معروف به L1، برای تشکیل یک کپسید ۵۵ تا ۶۰ نانومتری متشکل از ۷۲ کپسومر ستاره‌ای‌شکل، لازم و کافی است (شکل را ببینید). مانند بسیاری از ویروس‌های بدون پوشش، کپسید از نظر هندسی منظم است و تقارن بیست‌وجهی را نشان می‌دهد.
ژنوم ویروس‌های پاپیلوم یک مولکول دی‌ان‌ای حلقوی دورشته‌ای با طول ۸۰۰۰ جفت‌باز است که همراه با پروتئین‌های هیستون سلولی بسته‌بندی می‌شود که برای بسته‌بندی و متراکم کردن دی‌ان‌ای عمل می‌کنند.